# Il paradiso non esiste
Il paradiso non esiste – singel Emmy Marrone, wydany 29 kwietnia 2016, pochodzący z albumu Adesso.
Singel uzyskał status złotej płyty za sprzedaż w ponad 25 tysiącach kopii. Utwór napisali i skomponowali Dario Faini, Diego Mancino oraz sama wokalistka.
Premiera teledysku do piosenki odbyła się w dniu premiery singla, a wyreżyserowała go Luisa Carcavale.

## Lista utworów
Digital download
1. „Il paradiso non esiste” – 3:35

## Certyfikaty i wyróżnienia
| Kraj   | Certyfikat | Sprzedaż |
| ------ | ---------- | -------- |
| Włochy | złoto      | 25 000+  |